# El juez de la soga
El juez de la soga es una película mexicana de 1973, filmada el año 1972. Dirigida por Alberto Mariscal. Está protagonizada por Hugo Stiglitz, Milton Rodríguez, Narciso Busquets y Cristina Moreno. Filmada en locaciones de Torreón, Coahuila (México).

## Trama
En el Viejo Oeste, un pistolero castiga a los bandidos tomando la justicia por su propia mano, colgando a los culpables y haciéndose famoso.

## Reparto
- Hugo Stiglitz como Kirk Morgan
- Milton Rodríguez como Paul Willer
- Narciso Busquets como Alexander Perkins
- Cristina Moreno como Betty
- Fedra como Mercedes
- Bruno Rey como Sherriff Jack
- Rafael Baledón como Charlie Lang
- Norma Lazareno como Lily
- John Howard
- Liza Willert como La madame
- Jorge Cabrera
- Regino Herrera como Jeremias Blinton
- Mario Arturo
- Emilio Calderón
- Ángel de la Peña
- Bernabe Palma
- Juan José Espinoza
- Tito Novaro